# Nekrolog 1349
Nekrolog
◄◄
| ◄
| 1345
| 1346
| 1347
| 1348
| 1349 | 1350 | 1351 | 1352 | 1353 | ► | ►►
Weitere Ereignisse | Allgemeiner Nekrolog 1349
Die Beschreibung der verstorbenen Person sollte so kurz wie möglich gehalten sein und nur deren signifikante Tätigkeit(en) enthalten.
Neue Namen ggf. auch unter dem Geburts- und Sterbedatum, also etwa unter 1. Januar und im Geburts- und Sterbejahr (2024) eintragen (nur bei entsprechender großer Wichtigkeit). Für Beispiele siehe die schon vorhandenen Artikel.
Außerdem über die fünf zuletzt Verstorbenen, zu denen es einen ausreichend guten Artikel für eine Präsentation auf der Hauptseite gibt, nach der todesbedingten Überarbeitung der Artikel ggf. auch unter Wikipedia Diskussion:Hauptseite informieren und sie am besten auch in den anderen Wikipedia-Sprachversionen eintragen. Tipp: Regelmäßig bei news.google.de nach „ist tot“, „gestorben“ oder „verstorben“ suchen.
Wenn eine Person gestorben ist, gibt es viele Seiten zu dieser Person in der Wikipedia, die davon auch betroffen sind und entsprechend aktualisiert werden müssen. Beispiele: Namenübersichtsseite, Geburtsjahr, Geburtsort-Seiten und viele mehr.
Wie finde ich die betroffenen Seiten?
Im Suchfeld auf der linken Seite gibt man den Suchbegriff so ein: „Vorname Nachname“. Dann klickt man auf Volltext und alle Seiten mit entsprechendem Suchtext werden aufgerufen. Hier sieht man dann schnell, wo auch das Todesjahr Sinn macht oder sogar ein Teil des Artikels angepasst werden muss. Auch hilft das „Werkzeug“ auf der linken Seite sehr gut, um solche Seiten aufzufinden: „Links auf diese Seite“. Somit ist die Wikipedia wieder aktuell in allen Bereichen! Hinweis: bei Eintragung der Kategorie „Gestorben JAHR“ wird der Missbrauchsfilter 49 ausgelöst, was jedoch nicht schlimm ist. Siehe: Spezial:Missbrauchsfilter/49
Dies ist eine Liste von im Jahr 1349 verstorbenen bekannten Persönlichkeiten. Die Einträge erfolgen innerhalb der einzelnen Daten alphabetisch sortiert. Tiere sind im Nekrolog für Tiere zu finden.

## Januar
| Tag        | Name             | Beruf, bekannt als | Alter | Beleg |
| ---------- | ---------------- | ------------------ | ----- | ----- |
| 24. Januar | Luchino Visconti | Regent von Mailand |       |       |
| 29. Januar | Ludwig II.       | Herr der Waadt     |       |       |

## Februar
| Tag        | Name                                     | Beruf, bekannt als | Alter | Beleg |
| ---------- | ---------------------------------------- | ------------------ | ----- | ----- |
| 8. Februar | Hugh le Despenser, 1. Baron le Despenser | englischer Adliger |       |       |

## April
| Tag       | Name                | Beruf, bekannt als                                                      | Alter | Beleg |
| --------- | ------------------- | ----------------------------------------------------------------------- | ----- | ----- |
| 23. April | Catherine Grandison | englische Adlige und durch Heirat Countess of Salisbury und Isle of Man |       |       |

## Mai
| Tag             | Name                                  | Beruf, bekannt als             | Alter | Beleg |
| --------------- | ------------------------------------- | ------------------------------ | ----- | ----- |
| 6. Mai          | Heinrich II. (Ebrach)                 | Abt von Ebrach                 |       |       |
| 30. Mai/31. Mai | Thomas Wake, 2. Baron Wake of Liddell | englischer Adliger und Militär |       |       |

## Juni
| Tag      | Name            | Beruf, bekannt als                                   | Alter | Beleg |
| -------- | --------------- | ---------------------------------------------------- | ----- | ----- |
| 14. Juni | Günther XXI.    | deutscher Adliger und Gegenkönig                     |       |       |
| 23. Juni | Pierre Bertrand | französischer Kardinal, Theologe und Kirchenrechtler | 69    |       |

## Juli
| Tag      | Name              | Beruf, bekannt als                      | Alter | Beleg |
| -------- | ----------------- | --------------------------------------- | ----- | ----- |
| 4. Juli  | Jehuda ben Ascher | deutscher Talmudist und später Rabbiner | 79    |       |
| 21. Juli | John Lestrange    | englischer Adeliger                     |       |       |
| 25. Juli | Isabel de Verdon  | englische Adelige                       | 32    |       |

## August
| Tag        | Name               | Beruf, bekannt als                              | Alter | Beleg |
| ---------- | ------------------ | ----------------------------------------------- | ----- | ----- |
| 14. August | Walram von Jülich  | Erzbischof von Köln                             |       |       |
| 26. August | Thomas Bradwardine | englischer Mathematiker, Philosoph und Theologe |       |       |

## September
| Tag           | Name                                       | Beruf, bekannt als                          | Alter | Beleg |
| ------------- | ------------------------------------------ | ------------------------------------------- | ----- | ----- |
| 7. September  | Margarethe von Luxemburg                   | Königin von Ungarn und Kroatien             | 14    |       |
| 11. September | Jutta von Luxemburg                        | Ehefrau des französischen Königs Johann II. | 34    |       |
| 29. September | Richard Rolle                              | englischer Eremit und Mystiker              |       |       |
| 29. September | Margaret Wake, 3. Baroness Wake of Liddell | englische Adlige                            |       |       |

## Oktober
| Tag         | Name                   | Beruf, bekannt als                                                | Alter | Beleg |
| ----------- | ---------------------- | ----------------------------------------------------------------- | ----- | ----- |
| 3. Oktober  | Johannes Hake          | Arzt und Fürstbischof von Freising                                |       |       |
| 6. Oktober  | Johanna II.            | Königin von Navarra (1328–1349); Gräfin der Champagne (1316–1335) |       |       |
| 23. Oktober | Nikolaus von Lyra      | mittelalterlicher Theologe                                        |       |       |
| 25. Oktober | Jakob III.             | König von Mallorca                                                | 34    |       |
| 28. Oktober | Katharina von Habsburg | Gattin von Enguerrand VI. de Coucy                                | 29    |       |

## November
| Tag          | Name          | Beruf, bekannt als  | Alter | Beleg |
| ------------ | ------------- | ------------------- | ----- | ----- |
| 18. November | Friedrich II. | Markgraf von Meißen | 38    |       |

## Dezember
| Tag          | Name                | Beruf, bekannt als     | Alter | Beleg |
| ------------ | ------------------- | ---------------------- | ----- | ----- |
| 12. Dezember | Johanna von Burgund | Königin von Frankreich |       |       |
| 31. Dezember | Hermann von Prag    | Bischof von Ermland    |       |       |

## Datum unbekannt
| Tag | Name                        | Beruf, bekannt als                                                | Alter | Beleg |
| --- | --------------------------- | ----------------------------------------------------------------- | ----- | ----- |
|     | Sennuccio del Bene          | italienischer Dichter                                             |       |       |
|     | Albrecht II. von Regenstein | Graf von Regenstein                                               |       |       |
|     | Johannes Rode               | deutscher Jurist, Ratssekretär der Hansestadt Lübeck und Chronist |       |       |
|     | Ulrich III. von Neuhaus     | böhmischer Adliger                                                |       |       |